# Altitude (film, 2017)
Pour les articles homonymes, voir Altitude (homonymie).
 (octobre 2017).
Si vous disposez d'ouvrages ou d'articles de référence ou si vous connaissez des sites web de qualité traitant du thème abordé ici, merci de compléter l'article en donnant les références utiles à sa vérifiabilité et en les liant à la section « Notes et références ».
Pour plus de détails, voir Fiche technique et Distribution.
Altitude est un film américain réalisé par Alex Merkin en 2017. En France, il est directement diffusé à la télévision sur NRJ12.

## Synopsis
Dans un avion détourné par des pirates de l'air dans le but de dérober des diamants, une agente du FBI se voit proposer un marché par le propriétaire des diamants pour l'aider à reprendre le contrôle et s'échapper. 

## Fiche technique
- Réalisation : Alex Merkin
- Scénario : Tyler W. Konney, Jesse Mittelstadt et Richard Switzer
- Directeur de la photographie : Dane Lawing
- Montage : Alex Merkin
- Musique : Bobby Tahouri
- Production : Jonathan DelPonte, Phillip B. Goldfine, Tyler W. Konney, John Landolfi et Chad Law
- Sociétés de production : Safier Entertainment, Black Sky Films et Alpha Hollywood Studios
- Société de distribution : Lionsgate
- Durée : 88 minutes
- Genre : action, thriller
- Dates de sortie :
  -  États-Unis : 14 avril 2017 (Direct-to-video)
  -  France : 28 juin 2017 (Diffusion télévision)

## Distribution
- Denise Richards (VF : Céline Mauge) : Gretchen Blair
- Dolph Lundgren (VF : Antoine Tomé) : Matthew Sharpe
- Greer Grammer : Sadie
- Jonathan Lipnicki : Rick
- Chuck Liddell : Rawbones
- Chelsea Edmundson : Clare